# Borda de Santa Maria (Serradell)
La Borda de Santa Maria és una borda del terme municipal de Conca de Dalt, dins de l'antic terme de Toralla i Serradell, pertanyent al poble de Serradell, a l'oest del municipi.
Està situada al capdamunt de la vall del riu de Serradell, a l'oest-sud-oest de Serradell. És al sud de les Roques del Seix i al sud-oest de les Roques de la Bou. Al seu nord-est hi ha la Borda del Seix, bastant propera. Passa ran de la Borda de Santa Maria, pel seu costat septentrional, la Pista del Bosc.